# Dimityr Grekow
Dimityr Panajotow Grekow (bułg. Димитър Панайотов Греков, ur. 14 września 1847 w Bołgradzie, zm. 25 kwietnia 1901 w Sofii) – bułgarski prawnik i polityk, premier Bułgarii (1899), minister sprawiedliwości (1879–1880, 1882–1883), minister spraw wewnętrznych (1879), deputowany do Zgromadzenia Narodowego 1., 2., 3., 5., 6., 7. i 10. kadencji.

## Życiorys
Pochodził z rumuńskiej Besarabii, był synem zamożnego kupca Panajota Grekowa i Marii. Po ukończeniu nauki w gimnazjum w Bołgradzie studiował prawo na Université d'Aix-Marseille w Aix-en-Provence, tam też obronił pracę doktorską. Po powrocie do Rumunii pracował w sądzie okręgowym w Braile, a także jako adwokat. W tym czasie działał w Bułgarskim Towarzystwie Dobroczynności.
Po wyzwoleniu Bułgarii spod panowania osmańskiego Grekow przeniósł się do Sofii, gdzie w 1878 objął stanowisko prezesa Sądu Okręgowego, a następnie przewodniczącego Sądu Najwyższego. Od 1879 zasiadał w Zgromadzeniu Narodowym, reprezentując w nim Partię Konserwatywną. W 1879 objął stanowisko ministra sprawiedliwości w rządzie Todora Burmowa, kierował także resortem spraw wewnętrznych. W 1881 poparł zamach stanu przeciwko księciu Aleksandrowi Battenbergowi i objął stanowisko wiceprzewodniczącego Rady Państwa, a następnie w 1882 stanął na czele resortu sprawiedliwości w rządzie Leonida Sobolewa. W 1883 objął funkcję przewodniczącego Zgromadzenia Narodowego 3 kadencji. Po zjednoczeniu Księstwa Bułgarii z Rumelią Wschodnią Grekow objął funkcję przedstawiciela dyplomatycznego Bułgarii w Stambule.
Początkowo związany politycznie z Partią Konserwatywną, w 1886 dołączył do Partii Narodowo-Liberalnej. Wspólnie z Konstantinem Stoiłowem i Konstantinem Chadżikałczewem znalazł się w składzie delegacji negocjującej objęcie tronu przez Ferdynanda Koburga. Był współpracownikiem i przyjacielem Stefana Stambołowa, z którym łączyła go pasja myśliwska. Po zabójstwie Stefana Stambołowa w 1895 objął kierownictwo partii, ale w 1897 zrezygnował z tej funkcji i pracował jako adwokat. W styczniu 1899 książę Ferdynand powierzył Grekowowi misję utworzenia rządu. Do dymisji podał się w październiku 1899, a następnie objął ponownie kierownictwo Partii Narodowo-Liberalnej. Zmarł nagle w Sofii w 1901.

## Życie prywatne
Był żonaty (żona Konstancja), miał siedmioro dzieci. Dom rodzinny Dimityra Grekowa, projektu Nikoły Jurukowa przy ulicy Moskowskiej 17 w Sofii pozostaje jedną z najlepiej zachowanych budowli reprezentacyjnych bułgarskiej stolicy z II połowy XIX wieku.